# Lijst van voetbalinterlands Chili - Nieuw-Zeeland (vrouwen)
Deze lijst van voetbalinterlands is een overzicht van alle officiële voetbalinterlands tussen de nationale vrouwenteams van Chili en Nieuw-Zeeland. De landen hebben tot nu toe twee keer tegen elkaar gespeeld.

## Wedstrijden
| № | Plaats   | Datum             | Competitie        | Wedstrijd             | Uitslag |
| - | -------- | ----------------- | ----------------- | --------------------- | ------- |
| 1 | Santiago | 24 september 2023 | Vriendschappelijk | Chili − Nieuw-Zeeland | 3 − 0   |
| 2 | Quillón  | 26 september 2023 | Vriendschappelijk | Chili − Nieuw-Zeeland | 2 − 1   |

## Samenvatting
| Competitie        | Totaal gespeeld | Winst Chili | Gelijk | Winst Nieuw-Zeeland | Doelsaldo Chili – Nieuw-Zeeland |
| ----------------- | --------------- | ----------- | ------ | ------------------- | ------------------------------- |
| Vriendschappelijk | 2               | 2           | 0      | 0                   | 5 − 1                           |
| Totaal            | 2               | 2           | 0      | 0                   | 5 − 1                           |